# Insafe
Insafe ist ein europäisches Netzwerk von nationalen Organisationen, welche das Ziel haben, das Bewusstsein für eine sichere und verantwortungsvolle Nutzung des Internets unter Jugendlichen zu fördern. Insgesamt beteiligen sich 27 Länder in Europa an diesem Jugendmedienschutz. Das Koordinationsbüro befindet sich in Brüssel.

## Gründung und Ziele
Insafe wurde durch das Safer Internet-Programm der Europäischen Kommission mitgegründet. Jedes Land im Insafe-Netzwerk hat ein sogenanntes nationales Aufklärungs-Center, das Kampagnen umsetzt, Aktionen koordiniert, nationale Synergien herstellt und die Zusammenarbeit auf europäischer Ebene voranbringt. Insafe sowie alle nationalen Zentren werden vom Safer Internet Program der Europäischen Kommission finanziert. Das European Schoolnet übernahm die Rolle des Netzwerk-Koordinators auf Europäischer Ebene.
Die Mitglieder organisieren den jährlichen Safer Internet Day.
Neben den europäischen Staaten sind weitere Mitglieder teilnehmende Unterstützer von Insafe:
- Argentinien
- Australien
- USA